# Rosencrantz and Guildenstern Are Undead
Rosencrantz and Guildenstern Are Undead (englisch für „Rosencrantz und Guildenstern sind untot“) ist eine US-amerikanische Komödie aus dem Jahr 2009 von Regisseur Jordan Galland nach seinem eigenen Drehbuch. Die Hauptrolle übernahm Dustin Hoffmans Sohn Jake, für den Soundtrack zeichnete John Lennons Sohn Sean verantwortlich.

## Handlung

### Der Film
Julian Marsh, ein arbeitsloser junger Frauenheld, wird von seinem Vater, einem Arzt, dazu gebracht, eine Stelle als Theaterregisseur für das Stück Rosencrantz and Guildenstern are Undead anzunehmen. Das Stück, eine ungewöhnliche Adaptation von Shakespeares Hamlet, wurde geschrieben von einem mysteriösen und sehr bleichen Rumänen namens Theo Horace. Sich der Gefahr um das Theaterstück zunächst nicht bewusst, besetzt Julian Hamlet mit seinem besten Freund Vince als Hamlet und benutzt seinen Job, um Eindruck bei seiner Ex-Freundin Anna, einer aufstrebenden Schauspielerin, zu schinden. Sehr zu Julians Missfallen ist diese jedoch inzwischen mit dem zwielichtigen Geschäftsmann Bobby Bianchi zusammen, dem Verbindungen zur Mafia nachgesagt werden. Nachdem Anna schließlich die Rolle der Ophelia erhält, beginnt sie eine Affäre mit Theo Horace, der eine seltsam anziehende Wirkung auf Frauen auszuüben scheint. Die Rollen von Rosencrantz und Guildenstern werden mit Carlo und Mickey besetzt, zwei narzisstisch veranlagten Schauspielern, die wie für ihre zu spielenden Figuren gemacht sind. Schließlich rückt die Premiere näher und als sich Todesfälle beginnen zu häufen, starten zwei stümperhafte New Yorker Detektive eine Jagd auf Verdächtige. Julian macht schließlich Bekanntschaft mit Charlotte Lawrence, Mitglied eines Geheimbundes zur Jagd Untoter, und erfährt die wahren Hintergründe des von ihm geleiteten und von einem Vampir geschriebenen Theaterstücks.

### Das Theaterstück innerhalb des Films
Das Theaterstück Rosencrantz and Guildenstern Are Undead wird innerhalb des Films über kurze Ausschnitte sichtbar gemacht, die zugrundeliegende Handlung selbst lässt sich wie folgt zusammenfassen:
Horatio, Freund von Hamlet und gespielt von Theo, ist ein über 2000 Jahre alter Meistervampir, der einst im alten Rom wohnhaft war. Über eine Reihe von überraschenden Wendungen werden Hamlet und seine Freunde von einfachem Gemüte, Rosencrantz und Guildenstern, selbst zu Vampiren. Als Horatio versucht, auch Ophelia in einen Vampir zu verwandeln, entzieht sie sich ihm, indem sie sich selbst ertränkt. Hamlet stellt daraufhin wütend Horatio zur Rede, stellt jedoch fest, dass ein Vampir einen anderen Vampir nicht zu töten vermag. Seine einzige Hoffnung, den Fluch des Vampirdaseins rückgängig zu machen, besteht darin, den Heiligen Gral zu finden und von diesem zu trinken. Beide begeben sich daraufhin auf die Suche nach diesem, Hamlet, um davon zu trinken, Horatio hingegen, um ihn zu zerstören. Der Kampf um den Gral zieht sich über Jahrhunderte hin und führt zum Entstehen von vier Theaterstücken, von denen jedes eine geheime Botschaft verborgen trägt:
- Die erste Version ist William Shakespeares Hamlet, welches von diesem auf Geheiß Horatios geschrieben wird.
- Die zweite Version ist W. S. Gilberts Rosencrantz and Guildenstern aus dem neunzehnten Jahrhundert.
- Die dritte Version ist Tom Stoppards Rosenkranz & Güldenstern aus dem Jahre 1964.
- Die vierte und letzte Version schließlich ist Rosencrantz and Guildenstern Are Undead, mit dem Horatio (alias Theo Horace) das Ziel verfolgt, den echten Hamlet für eine finale Konfrontation anzulocken.

## Hintergrund
Jordan Galland zufolge kam ihm der Gedanke zum Titel Rosencrantz and Guildenstern are Undead erstmals nach einer High-School-Produktion von Tom Stoppards Theaterstück Rosencrantz and Guildenstern are Dead, bei der er mit 14 Jahren die Rolle des Rosencrantz spielte. Etliche Jahre später traf er Stoppard selbst, der ihn darin bestärkte, die Idee weiter zu verfolgen. Der Film selbst wurde Ende des Jahres 2007 vollständig in New York City mit einer Red Digital Cinema Camera (auch als Red One bekannt) gedreht, einer ultrahochauflösenden 35-mm-Digitalen Kinokamera. Die Erfahrungen mit dieser Kamera stellten Gallard, der für den Schnitt verantwortliche Connor Kalista und Kameramann Chris Lavasseur am 15. April 2008 auf der Tagung der National Association of Broadcasters vor. Seine Weltpremiere feierte der Film im Januar 2009 auf dem Sundance Film Festival, in den USA wird der Film ab 4. Juni 2010 über Indica Pictures in die Kinos gebracht.

## Kritik
Mike Orren bemängelt zwar einige stellenweise überflüssig anmutende Filmfiguren und das vereinzelt übermäßige Tempo des Films, bezeichnet dies jedoch als nur geringe Störfaktoren in einem cleveren Film, der sowohl dem Zuschauer Spaß mache als auch den Akteuren wohl sichtbar Vergnügen bereitet habe; auch lobt er die trotz geringem Budgets guten Produktionswerte und schauspielerischen Leistungen. Dennis Harvey lobt die professionelle Gesamtproduktion der Horrorkomödie, die sich fernab von Slapstick eher an Edgar Wright und Christopher Guest orientiere.

## Auszeichnungen
- 2010: Ausgezeichnet mit dem Comedy Award beim Washington DC Independent Film Festival[5]
- 2009: Nominiert für Bestes Szenenbild (Best Production Design) beim Strasbourg Film Festival[6]